# Edirne
Edirne ou Edirna (em português), antigamente conhecida como Hadrianopolis ou Adrianópolis, é uma cidade e distrito (em turco: ilçe) do noroeste da Turquia. É a capital da província homónima e faz parte da região de Mármara. O distrito tem 844 km² de área e em dezembro de 2021 tinha 186 426 habitantes (densidade: 220,9 hab./km²), dos quais 174 662 na cidade.

## Etimologia
Segundo a mitologia grega, a cidade foi fundada com o nome de Orestias por Orestes, filho do rei Agamemnon. Foi refundada com o nome de Hadrianopolis (ou Adrianópolis; em grego: Aδριανούπολις) pelo imperador romano Adriano (r. 117–138), no local de uma antiga localidade trácia conhecida como Uskadama, Uskudama, Uskodama ou Uscudama.
O nome Adrianópolis, ainda usado pelos Gregos (Αδριανούπολη), só começou a cair em desuso a partir da década de 1930. A cidade é chamada Odrin (Одрин) em búlgaro, Edrêne em albanês, Edrene em macedónio (Eдрене) e sérvio (Једрене ou Jedrene), tudo variantes do grego Adrianópolis ou do turco Edirne. Em turco também é usada a grafia Edırne.

## História
Em 378, os godos impuseram ali aos romanos uma terrível derrota na batalha de Adrianópolis. O sultão otomano Murade I conquistou-a em 1361 e transformou-a na capital do Império Otomano, um estatuto que se manteria até à conquista otomana de Constantinopla.
Em 1829 foi brevemente ocupada pela Rússia, durante a guerra russo-turca de 1828–1829, parte da guerra de independência da Grécia, que terminou com o Tratado de Adrianópolis, assinado na cidade em 14 de setembro de 1829.
Em 1912 e 1913 foi palco das guerras dos Balcãs. Ali foram cercados mais de 58 mil soldados turcos, por três divisões búlgaras e duas sérvias. Capturada em março de 1913, foi retomada pelos Otomanos durante a Segunda Guerra Balcânica. Cedida à Grécia após a Primeira Guerra Mundial, foi devolvida à Turquia pelo Tratado de Lausana de 1923.
É a sede do Kırkpınar, um torneio de yağlı güreş, a luta desportiva turca, em que os lutadores combatem besuntados com óleo.